# Список умерших в 1174 году

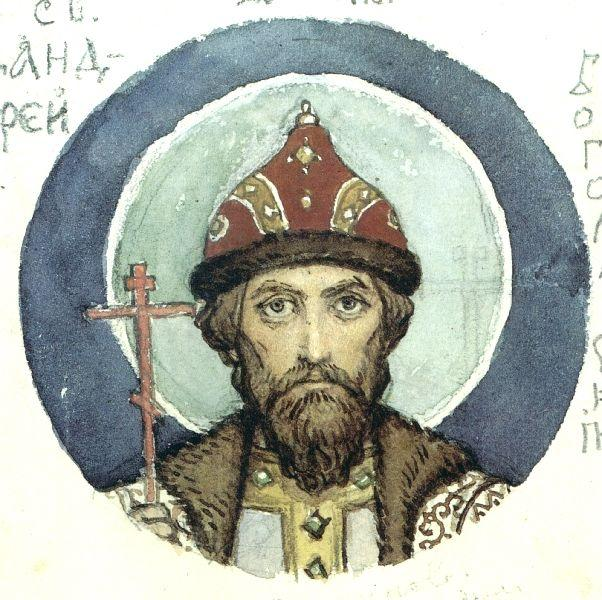
Андрей Боголюбский

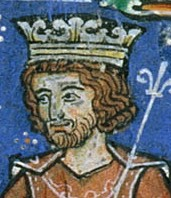
Амори I Иерусалимский

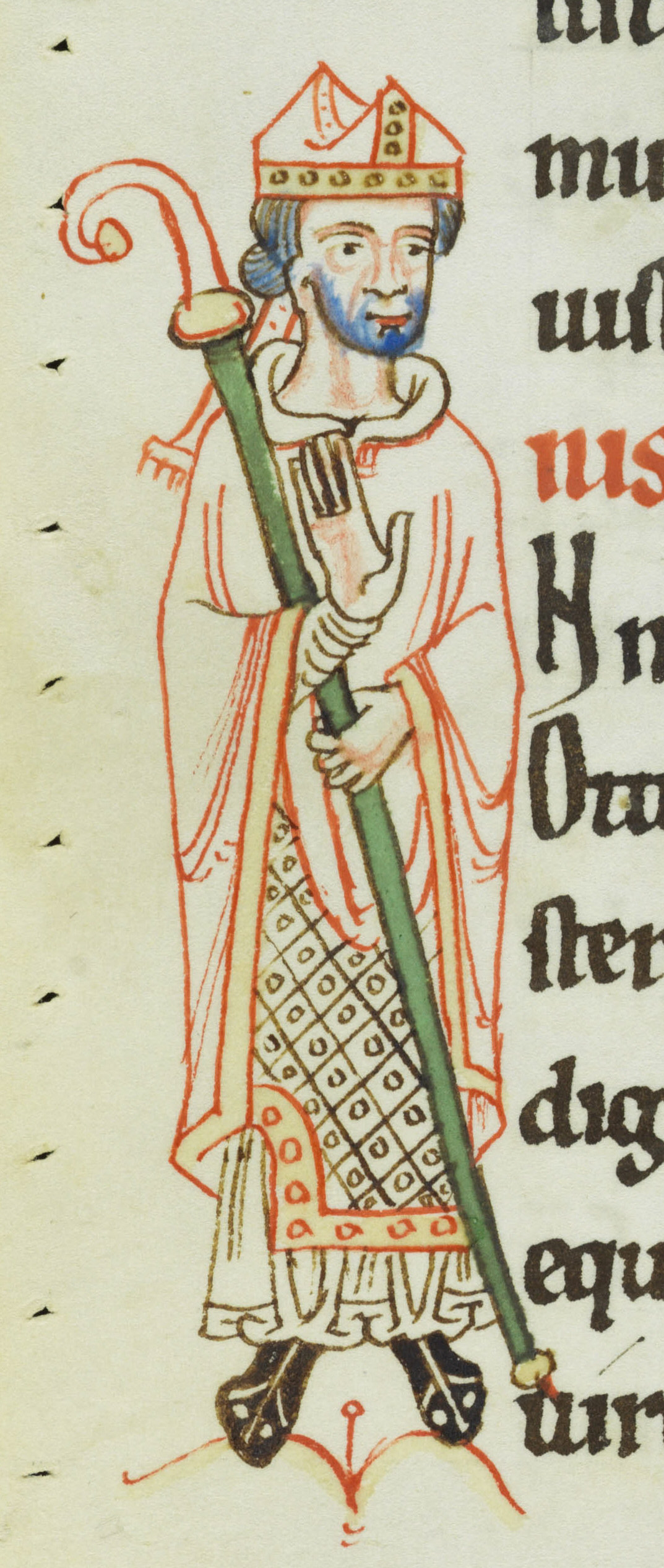
Отто II

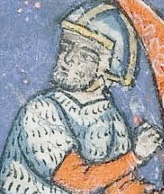
Нур ад-Дин Махмуд

В этой статье представлен список известных людей, умерших в 1174 году.
См. также: Категория:Умершие в 1174 году

## Январь
- 16 января — Уильям де Турбевиль[англ.] — епископ Норвича (1146—1174), который способствовал распространению легенды о Вильяме из Норвича
- 18 января — Владислав II — Князь Чехии (1140—1158), король Чехии (1158—1172), участник второго крестового похода. Умер после отречения.
- 19 января — Юрий Владимирович, муромский князь (с 1161).

## Февраль
- 2 февраля — Энгерран[англ.] — канцлер Шотландии (1161—1164), епископ Глазго (1164—1174).

## Май
- 15 мая — Нур ад-Дин Махмуд — амир Халеба (1146—1174), эмир Дамаска (1154—1174).

## Июнь
- 29 июня — Андрей Юрьевич Боголюбский — князь вышгородский (1149, 1150—1151, 1155), князь рязанский (1153), Князь (великий князь) Владимирский(1157—1174). Убит в результате заговора. Святой православной церкви.

## Июль
- 11 июля — Амори I Иерусалимский — граф Яффы и Аскалона (1152—1162), король Иерусалима (1162—1174). Умер от тифа.
- Муаййид Ай-Аба[англ.] — амир Нишапура (ок. 1154—1174). Казнён в хорезмском плену.

## Сентябрь
- 14 сентября — Петр (Пьер) Тарентэзийский[англ.] — архиепископ Тарентэзе (1142—1174), святой римско-католической церкви[1].
- 22 сентября:
  - Отто II[нем.] — епископ Констанца (1165—1174);
  - Утред, лорд Галлоуэя (1161—1174).

## Октябрь
- 3 октября — Генрих I[нем.] — епископ Гурка (1167—1174). Продолжал строительство Гуркского кафедрального собора и перенёс туда мощи святой Эммы
- 4 октября — Робер д’Эр[фр.] — епископ Камбре (1173—1174). Убит.
- 30 октября — Фридрих де ла Рош[англ.] — архиепископ Тира (1164—1174).
- Планси, Миль де — лорд Трансиорднии (1173—1174). Убит

## Ноябрь
- 25 ноября — Бар, Эврар де — великий магистр ордена тамплиеров (1149—1152). По другим источникам, умер 15 ноября 1176 года.

## Дата неизвестна или требует уточнения
- Ахмад аль-Фараби, ученый из Отырара, филолог-арабист, историк религии.
- Арнау Миро I[англ.] — граф Нижнего Пальяреса (1124/1131 — 1174)
- Вальтер из Мортани[англ.] — философ и теолог.
- Вас, нормандский поэт.
- Вела Ладрон, испанский дворянин, правивший баскскими графствами Алава, Бискайя и Гипускоа.
- Готье де Сент-Омер, шателен Сент-Омера, князь Галилеи (по правам жены).
- Ицхак бен Шмуэль из Дампьера, французский раввин-тосафист из Дампьера, комментатор Библии, лидер еврейства Франции.
- Кара Арслан[англ.] — правитель из династии Артукидов (1144—1174)
- Наратхейнкхаa[англ.] — король Пагана (1171—1174).
- Теркен-хатун, правительница-регент государства Хорезмшахов (1172–1174), жена Тадж ад-Дин Ил-Арслан и мать Ала ад-Дин Текеша и Джелал ад-Дин Султан-шаха.